# Alta suciedad
Alta suciedad es el nombre del quinto álbum de estudio grabado por el músico argentino Andrés Calamaro. Fue lanzado al mercado por el sello discográfico WEA International el 9 de septiembre de 1997, fue su primer disco de canciones nuevas, compuestas por el cantautor en su totalidad, tras su separación de la banda Los Rodríguez. El álbum logró vender más de 700 mil copias.
Fue producido por Joe Blaney y grabado con músicos anglosajones en los Estados Unidos. Es el segundo disco más vendido del rock argentino y la revista Rolling Stone lo ubicó en el décimo puesto de su lista de los 100 mejores álbumes del rock argentino.
Ha sido posicionado en el puesto 20 en la lista Los 250 álbumes esenciales del rock iberoamericano de la revista norteamericana Al borde.
La canción "Loco" fue censurada en múltiples ocasiones y ocasionó inconvenientes legales al cantautor, puesto que el primer verso dice "Voy a salir a caminar solito, sentarme en un parque a fumar un porrito."

## Historia
Tras la disolución de Los Rodríguez, Calamaro se queda con un contrato como solista y varias opciones, la primera, trabajar solo en su estudio madrileño, la segunda, convocar a sus muchos amigos, tanto de la Argentina como de España.
Finalmente, decide apostar por una tercera alternativa: viajar a los Estados Unidos y grabar con aquellos músicos de sesión que lo habían fascinado en discos de John Lennon, Aretha Franklin, Steely Dan, Tom Waits, Elvis Costello y Keith Richards, entre otros.
Fue una apuesta arriesgada, ya que Andrés no maneja con fluidez el inglés, y solo contaba con la complicidad del productor Joe Blaney.
La idea era encontrar un sonido más propio, volver a sus raíces, alejándose del rock rumbero que había experimentado con Los Rodríguez. Y también de la armonía simple que marcó “Nadie sale vivo de aquí” (1989), el último trabajo que había grabado en la Argentina.
En unas intensas semanas entre un estudio de Nueva Jersey y otro de Manhattan. Calamaro descubre el placer de la autoexigencia. Y la compañía de los mejores músicos del mundo. Las guitarras del disco estuvieron a cargo de Hugh McCracken, que ha tocado con Steely Dan, en el álbum “Double Fantasy” de Lennon y Ram de Paul Mccartney. Los solos corresponden a otro excelente guitarrista, Marc Ribot, que grabó en “Rain Dogs” de Tom Waits y en “Spike”, de Elvis Costello, además de realizar zapadas neoyorquinas con John Zorn. El tercero es Eddie Martínez.
La batería estuvo a cargo de Steve Jordan, de los X-Pensive Winos, la banda de Keith Richards, y de John Mayer Trío. Dos bajos se repartieron el trabajo: Charly Dryton (también de los Winos) y Chuck Rainey, que ha tocado con Aretha Franklin y Steely Dan
A continuación, se completaron los últimos detalles en Miami, sumando la participación vocal de Celeste Carballo, Palito Ortega y Antonio Escohotado, cuya voz aparece “enlatada” desde Madrid en un largo texto en medio del reggae “Nunca es igual”.
Originalmente, el disco iba a llamarse “El otro lado del novio del olvido”. Luego, ya grabado, se jugueteó con “Decidí contarlo”. Y “Alta suciedad” se volvió al título más directo.

## Recepción
El álbum generó clásicos instantáneos como “Flaca”, “Loco” y “Crímenes perfectos”, además de exhibir rebeldía en “¿Quién asó la manteca?” y “Media Verónica” y en un himno de la insatisfacción como “Donde manda marinero”. Estas canciones daban cuenta de un solista más adulto, un Calamaro capaz de componer canciones con mucha llegada sin perder su esencia.

Antes de alcanzar el título imborrable de Alta suciedad, el regreso a la vida solista de Andrés Calamaro tuvo varios nombres tentativos: El otro lado del novio del olvido podía confundir con sus intenciones románticas, y Decidí contarlo delataba de antemano su carácter confesional. La ironía ganó con su carga de metáforas a discreción y el propio Andrés anunciaba que el disco giraba en torno a “la victoria de los vencidos y el fracaso de los campeones”. En esa intención de revertir los extremos, el cantante armó el álbum soñado por un auténtico melómano que conoce a la perfección la letra chica de los discos importantes: así desfilaron por las sesiones registradas en Nueva York músicos que trabajaron con Steely Dan, Tom Waits y Keith Richards. El círculo de la confianza se cerraba con la producción de Joe Blaney y su increíble facilidad para cruzarse con músicos argentinos en plena etapa de iluminación. El resultado es brillante y en ningún momento abusa de los despropósitos de una superproducción. El Groove es bien negro y las influencias, blancas; pero la desilusión tiene letra de tango y ausencias infinitas. Frente a obras futuras, los quince tracks de álbum hoy parecen una módica suma de canciones que iniciaron el camino hacia la fabulosa desmesura de Honestidad Brutal y El salmón. Nada de eso, Alta suciedad conserva los niveles de equilibrio que identifican a toda masterpiece.
Nota de la Rolling Stone de los 100 mejores discos del rock nacional.

El éxito también se reflejó en los números: “Alta suciedad” se convirtió en el segundo disco más vendido en la historia discográfica argentina, detrás de “El amor después del amor” de Fito Páez. También se lo ubicó como el décimo mejor álbum en la historia del rock argentino, según una la lista que realizó la revista Rolling Stone.

## Lista de canciones
Todas las canciones escritas y compuestas por Andrés Calamaro, excepto donde se indica. 
| N.º | Título                          | Escritor(es)                                                                                         | Duración |  |
| 1.  | «Alta suciedad»                 | | 4:27     |  |
| 2.  | «Todo lo demás»                 | | 2:50     |  |
| 3.  | «Donde manda marinero»          | | 4:04     |  |
| 4.  | «Loco»                          | | 3:41     |  |
| 5.  | «Flaca»                         | | 4:47     |  |
| 6.  | «¿Quién asó la manteca?»        | | 4:25     |  |
| 7.  | «Media Verónica»                | | 3:37     |  |
| 8.  | «El tercio de los sueños»       | | 3:54     |  |
| 9.  | «Comida china»                  | | 2:10     |  |
| 10. | «Elvis está vivo»               | | 3:00     |  |
| 11. | «Me arde»                       | | 3:37     |  |
| 12. | «Crímenes perfectos»            | | 4:24     |  |
| 13. | «Nunca es igual»                | Letra: Andrés Calamaro · Antonio Escohotado Música: Andrés Calamaro · Charley Drayton · Steve Jordan | 7:44     |  |
| 14. | «El novio del olvido»           | | 2:24     |  |
| 15. | «Catalina, Bahía» (bonus track) | Miguel Cantilo · Jorge Durietz                                                                       | 5:12     |  |

## Músicos
- Voz principal y coros, guitarras, piano, sintetizador, mellotrón y palmas  - Andrés Calamaro.
- Guitarras - Hugh McCracken, Marc Ribot y Eddie Martínez.
- Bajos - Charly Drayton y Chuck Rainey.
- Batería - Steve Jordan.
- Vientos - Crispin Cioe y Ken Fradley.
- Coros - Celeste Carballo.
- Percusiones - Crusher Bennett.
- Violonchelo - Jesse Levy.
- Batería en "Todo lo demás" - Joe Galdo.
- Coros en "Elvis está vivo" - Palito Ortega.

## Cortes de difusión
- «Loco» (1997)
- «Flaca» (1997)
- «Alta suciedad» (1997)
- «Crímenes perfectos» (1998)
- «Media Verónica» (1998)
- «Me arde» (1998)
- «Donde manda marinero» (1998)

## Videos musicales
- Flaca[6] (1997)
- Loco[7] (1997) (Video grabado en el Acuario de Barcelona, dirigido por Maru Basamon)
- Me arde (1998)